# Малґув (Каліський повіт)
Малґув (пол. Małgów) — село в Польщі, у гміні Ліскув Каліського повіту Великопольського воєводства.
Населення — 338 осіб (2011).
У 1975-1998 роках село належало до Каліського воєводства.

## Демографія
Демографічна структура станом на 31 березня 2011 року:
|          | Загалом | Допрацездатний вік | Працездатний вік | Постпрацездатний вік |
| -------- | ------- | ------------------ | ---------------- | -------------------- |
| Чоловіки | 165     | 38                 | 109              | 18                   |
| Жінки    | 173     | 36                 | 91               | 46                   |
| Разом    | 338     | 74                 | 200              | 64                   |